# III. Tiberiosz bizánci császár
III. Tiberiosz (ógörögül: Τιβέριος Γ´, latinul: Tiberius), eredeti nevén Apszimar (?, 7. század – Konstantinápoly, 706. február 15.), uralkodott 698 – 705) a Bizánci Birodalom germán származású császára volt.
698-ban a muszlim arabok elfoglalták Karthágót, ezzel a Bizánci Birodalom elveszítette afrikai területeit. A vereség hatására a flotta fellázadt, és drungarioszi rangot viselő Apszimart császárrá kiáltotta ki. A lázadók számára a zöld politikai csoportosulás biztosította a támogatást Konstantinápolyban, ahol a nemrég kék támogatással hatalomra jutó Leontiosz uralkodott. A trónra lépve Tiberiosz nevet felvevő Apszimar az uralkodónak levágatta az orrát, és kolostorba záratta.
III. Tiberiosz a keleti határra ügyelt elsősorban, fivérét is az Anatolikon thema élére neveztette ki. Kisebb sikereket ért el Abd al-Malik kalifa seregei ellen Szíria területén 701-ben, majd visszaverte a 703-ban és 704-ben érkező kilikiai ellencsapásokat.
Uralkodása alatt meg sem kísérelte az arabok afrikai terjeszkedését megállítani, vagy visszaszerezni az elveszett területeket, így azok 711-ben már át is kelhettek a Gibraltári-szoroson. Ezt Apszimar már nem érhette meg, ugyanis a Kherszónba száműzött II. Iusztinianosz előbb a Kazár Birodalomba, majd a Balkánra szökött, és 705-ben Tervel bolgár kán bolgár és szláv seregével megjelent a bevehetetlen Konstantinápoly falai alatt. Az ostrom kudarccal végződött volna, ha az eltökélt, orratlan Iusztinianosz néhány hívével együtt be nem jut a fővárosba a vízvezetéken keresztül. Felbukkanása olyan sokkszerű volt, hogy népszerűtlensége ellenére akadály nélkül átvehette a trónt. Tiberioszt nyilvánosan kivégeztette Leontiosszal együtt, később pedig Tiberiosz sztratégosz fivére, Hérakleiosz is erre a sorsra jutott.